# Love and a .45
Love and a .45 är en amerikansk thriller från 1994 i regi av C.M. Talkington. Filmen är en så kallad Bonnie och Clyde-film där ett kriminellt kärlekspar är på flykt från lagen.

## Handling
Paret Watty och Starlene är två kriminella. Men när Watty och hans psykopatiske partner Bill Mack mördar en ung flicka i ett klantigt utfört rån tvingas de lämna landet på väg till Mexiko vilket kanske inte är alltför lätt.

## Rollista
| Gil Bellows     | – Watty Watts       |
| Renée Zellweger | – Starlene Cheatham |
| Rory Cochrane   | – Billy Mack Black  |
| Jeffrey Combs   | – Dinosaur Bob      |
| Jace Alexander  | – Creepy Cody       |
| Ann Wedgeworth  | – Thaylene Cheatham |
| Peter Fonda     | – Vergil Cheatham   |